# Glungezer
Glungezer – szczyt w grupie górskiej Tuxer Alpen, w Alpach Wschodnich. Leży w Austrii, w kraju związkowym Tyrol. Leży na wschód od Patscherkofel, na północ od Rosenjoch i na południowy wschód od Innsbrucku. Pod szczytem, na wysokości 2610 m, znajduje się schronisko Glungezerhütte.